# サントメクビワフルーツオオコウモリ
サントメクビワフルーツオオコウモリ (São Tomé collared fruit bat)は、オオコウモリの一種であり、サントメ・プリンシペの固有種である。熱帯及び亜熱帯の湿度の高い広葉樹林や山林に生息するが、生息地破壊により脅威に晒されている。既知の哺乳類としては唯一、全ての個体が非対称の歯式を持つことで知られる。

## 記載
全ての個体が、下顎内切歯の数が少ない非対称の歯式を持つことで知られる。これは、個体の生存にとって益にも害にもならず中立進化の結果であると考えられている。全ての個体が下顎内切歯を欠くことになった理由としては、創始者効果が提唱されている。

## 分布と生息地
ギニア湾の火山島であるサントメ島の高地の固有種である。これまでコロニーは確認されておらず、海抜300-1300mの3か所のみで個体が記録されている。典型的な生息地は、高度1300mの湿度の高い熱帯の山林や高度800mのパッチ状に天然林が残った森林、熱帯低地林である。ココアのプランテーションでも記録されているが、湾岸地域や乾燥した島の北部は避けているようである。

## 状況
生息域が限られており、占有面積は、合計で750km2以下である。木の伐採や農地への転換により島の森林の質や量は低下が続いている。最近の調査では、このコウモリの生息地を確認できず、天然では非常に珍しい種になっていると見られる。国際自然保護連合は、本種を絶滅危惧種と位置付けている。